# Violon et Raisins
Violon et Raisins est une peinture cubiste à l'huile sur toile réalisée en 1912 par Pablo Picasso. Ce tableau était l'une des cinq œuvres exposées par l'artiste à la galerie Goltz de Munich, avec Tête de femme. Il est conservé au Museum of Modern Art de New York.

## Crédit d'auteurs
- (en) Cet article est partiellement ou en totalité issu de l’article de Wikipédia en anglais intitulé « Violon et Raisins » (voir la liste des auteurs).